# Estação Christopher Street (PATH)
Christopher Street é uma estação da PATH. Localizada entre as Christopher, Hudson e Greenwich Streets no bairro de Greenwich Village em Manhattan, Nova Iorque, a estação é servida pelos serviços Hoboken–World Trade Center e Journal Square–33rd Street em dias de semana, e pela rota Journal Square–33rd Street (via Hoboken) em finais de semana.

## História

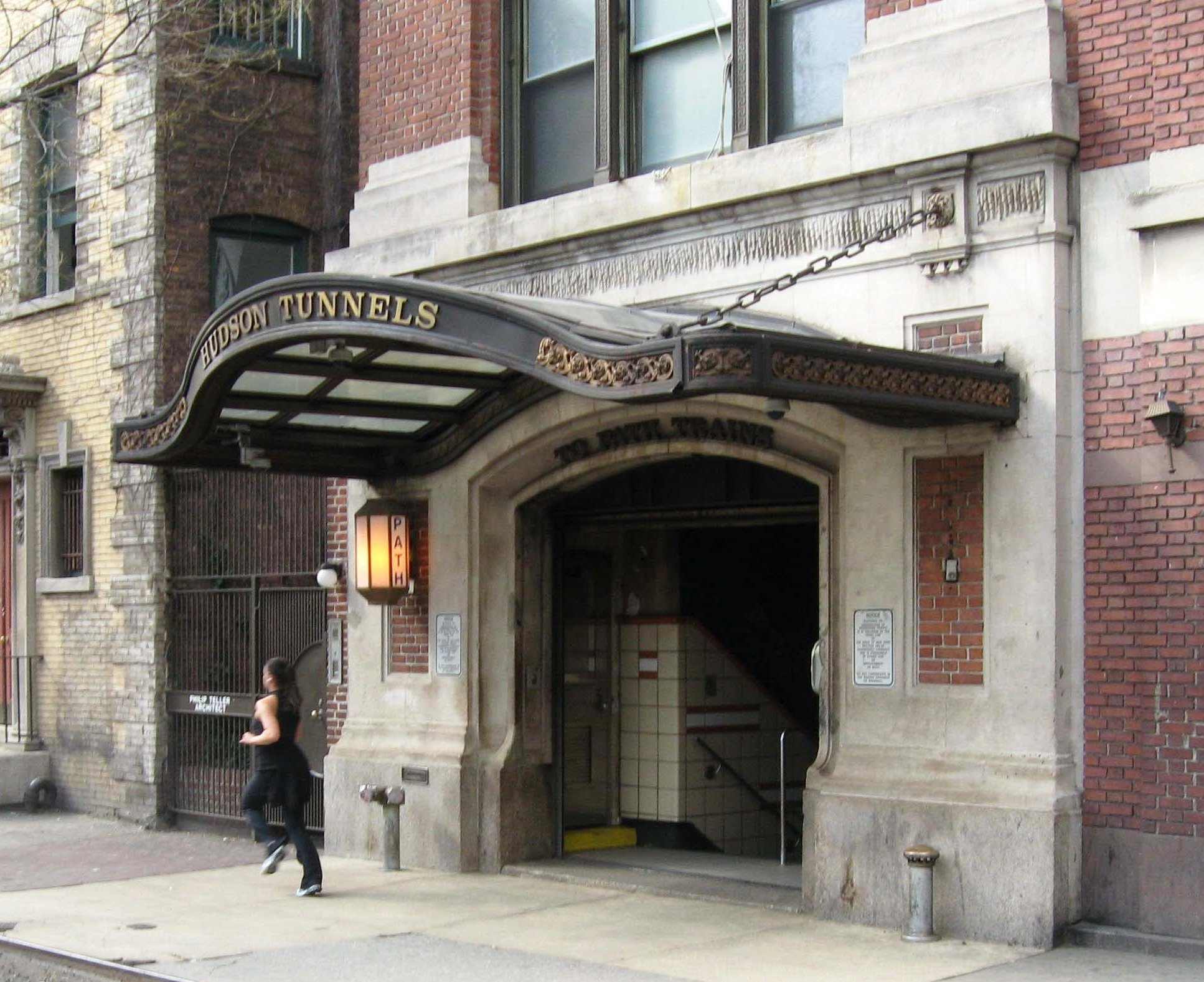
Entrada

A estação foi aberta em 25 de fevereiro de 1908 como parte da extensão da H&M entre Nova Jérsei e a 33rd Street. A parada foi renovada em 1986, quando a estação fechada temporariamente.
A já lotada estação recebeu ainda mais passageiros após os ataques de 11 de setembro, como resultado da destruição da estação World Trade Center. Já que a estação agora era a parada mais perto de Nova Jérsei, ela passou por grande superlotação. A Autoridade Portuária planejava construir uma segunda entrada na Christopher e Bedford Street, para aliviar a estação, mas a oposição dos locais causou o cancelamento da iniciativa. Moradores temiam que o projeto iria afetar os antigos edifícios do bairro e interromper o tráfico e negócios.

## Leiaute da estação
A entrada da estação é uma estrutura por si só, com uma marquise restaurada com o nome original "túneis do Hudson" a adornando. Passageiros descem por uma estreita escadaria com algumas curvas antes de chegar à plataforma central. A estação Christopher Street-Sheridan Square é a parada do metrô mais próxima.

| Oeste ou norte                                     |  |                                                  |  | Leste ou Sul                   |
| -------------------------------------------------- |  | ------------------------------------------------ |  | ------------------------------ |
| Hoboken Terminal (en) término                      |  | Hoboken–33rd Street término                      |  |                                |
| Hoboken Terminal (en) sentido Journal Square (en)  |  | Journal Square–33rd Street (via Hoboken) término |  |                                |
| Estação Newport (PATH) sentido Journal Square (en) |  | Journal Square–33rd Street                       |  | 9th Street sentido 33rd Street |
| editar no Wikidata                                 |  |                                                  |  |                                |